# Оптика (Ньютон)
Оптика (англ. Opticks: or, A Treatise of the Reflexions, Refractions, Inflexions and Colours of Light — трактат англійського вченого Ісаака Ньютона (1642—1727). Вперше опублікований англійською мовою в 1704 році; латинський переклад вийшов в 1706 році. У «Оптиці» розглядаються фундаментальні закони, що стосуються проходження світла при заломленні через призми і лінзи, дифракції, інтерференції, а також теорії змішування кольорів. Дана робота Ньютона вважається однією з найважливіших в фізиці.

## Історія створення
Дослідження в галузі оптики завжди займали важливе місце серед наукових інтересів Ньютона. Ще будучи студентом, в 1664 році, він зайнявся розробкою поліпшеної конструкції телескопа. У 1666 році намагався власноруч виготовити несферичне скло, але не досяг успіху, і через деякий час залишив ці дослідження. У 1668 році в Кембриджі, він побудував першу модель телескопа-рефлектора довжиною 15 см із дзеркалом діаметром 25 мм, а до 1671 року побудував другий прилад, більшого розміру та кращої якості.
У ті роки телескопи були предметом загального інтересу, і побачити телескоп Ньютона виявили бажання, і король Карл II та члени недавно заснованого Королівського товариства. Інструмент отримав повне схвалення, і 11 січня 1672 Ньютон був обраний в члени Товариства. Вже 6 лютого на засіданні Товариства він прочитав доповідь «Нова теорія світла і кольорів». До того часу, починаючи з 1669 року Ньютон читав лекції з оптики, які були видані тільки після смерті вченого в 1728 році які залишилися практично не відомі сучасникам.
Мемуар 1672 року містив ряд нових для науки XVII століття положень щодо складності білого кольору, відмінності фізичного кольору і фізіологічного сприйняття кольору, а також невіддільного зв'язку заломлення з кольором. Для аналізу тверджень Ньютона була сформована комісія суспільства в складі астронома Сета Уорда, фізиків Роберта Бойля і Роберта Гука. Відгук склав Гук, оскаржити гіпотезу про те, що колір є невіддільною властивістю світлових променів . Одночасно з Гуком критиками теорії Ньютони виступили і багато інших опонентів, які допікали Ньютона необґрунтованими, найчастіше безграмотними запереченнями. Полеміка тривала кілька років і гнітюче діяла на Ньютона — в листі секретарю Товариства Генрі Ольденбургу від 8 березня 1673 року він просив виключити його зі списку членів. Ольденбург зміг відмовити його від необачного кроку, але вже в наступному листі Ньютон пише Ольденбургу, що не бажає більше займатися природничими науками і відмовляється відповідати на критичні статті та листи.
Проте, Ньютон неминуче виходив переможцем з суперечок, і його авторитет зростав. Наукові дослідження також тривали, і їх результати були представлені у вигляді надісланої в наприкінці 1675 року Товариству роботи під назвою "Теорія світла і кольорів, що містить гіпотезу пояснення властивостей світла, викладена автором у попередніх мемуарах, а також опис найбільш істотних явищ різних кольорів тонких пластин і мильних бульбашок, так само залежать від раніше охарактеризованих властивостей світла ". Великий трактат був зачитаний на чотирьох засіданнях Товариства. Його нові положення стосувалися ефіру, який знаходиться в речовині і навколо неї, в якій частинки збуджують коливання. Через ефір Ньютон пояснював результати своїх дослідів з тонкими пластинами. Експериментальна частина мемуара включала опис дослідів з кольорами тонких пластин. Ще до переходу до читання цього розділу Гук виступив із запереченнями з питання про пріоритети, посилаючись на свою книгу «Мікрографія», яка вийшла в 1665 році. Дізнавшись про ситуацію, що виникла Ньютон за посередництвом Ольденбурга легко вирішив суперечку на теоретичній частині, але був змушений визнати, що стосовно експерименту спирався на спостереження Гука. Конфлікт був вичерпаний тільки коли Гук написав Ньютону примирливого листа, запропонувавши продовжити листування з наукових питань. Ньютон прийняв цю пропозицію і в листі віддав належне заслугам Гука, проте листування не мало продовження. Аби не допустити бути втягнутим в подальші суперечки, Ньютон не став публікувати ні свої «Лекції з оптики», ні мемуари 1675 року.
Монографія «Оптика», що вийшла в 1704 році, через рік після смерті Гука, була, швидше за все, підготовлена набагато раніше і мала у своєму складі зазначені роботи 1660-1670-х років, а також дослідження 1680-х років.

## Структура і зміст книги
Книжка розділена автором на три частини. У першій книзі подані основи геометричної оптики, теорія дисперсії світла та вчення про склад білого кольору. Друга книга присвячена інтерференції світла в тонких пластинах. У третій книзі розглядаються дифракція і поляризація світла. Остання книга закінчується «Питаннями», що стосуються різноманітних предметів, деякі з яких не мали відношення до оптики.

## Видання
- Исаак Ньютон. Оптика или трактат об отражениях, преломлениях, изгибаниях и цветах света / Пер С. И. Вавилова. — М., 1954. — 365 с.